# نادي الجلاء لكرة السلة
نادي الجلاء لكرة السلة هو نادي كرة سلة سوري من مدينة حلب، يشارك في الدوري السوري لكرة السلة. تأهل الفريق إلى كأس أبطال آسيا لكرة السلة في 4 مناسبات وكانت أفضل نتيجة له حصوله على المركز الثاني في 2006 و2007.